# Esaki Kazuhito
Kazuhito Esaki (sinh ngày 31 tháng 10 năm 1986) là một cầu thủ bóng đá người Nhật Bản.

## Sự nghiệp câu lạc bộ
Kazuhito Esaki đã từng chơi cho Kataller Toyama và Blaublitz Akita.